# Camerata Picena
Camerata Picena è un comune italiano di 2 507 abitanti della provincia di Ancona nelle Marche.

## Geografia fisica
Il territorio comunale ha una superficie di 11,64 km² e un'articolazione morfologica suddivisa in colli, crinali e pianura alluvionale. Sui colli sono insediati il capoluogo e la frazione Cassero. Nella pianura alluvionale, sul lato destro del fiume Esino, si trova la frazione Piane. Lungo il corso del fiume vi sono bacini lacustri - derivanti dall'estrazione della ghiaia, attività oggi proibita - e una densa vegetazione arborea e arbustiva, che rappresentano un importante ecosistema di valore naturalistico.

## Storia
Il primo documento storico in cui appare il nome di Camerata risale ai primi decenni dell'anno Mille. Nel 1309 Camerata si trova a essere campo di battaglia tra una coalizione di comuni guidata da Jesi e una guidata da Ancona. Gli jesini - vincitori - radono al suolo un castello che viene riedificato nel 1390-91 da venticinque famiglie provenienti da Genga, autorizzate dal comune di Ancona.
Sotto lo Stato Pontificio Camerata mantiene lo status di comunità autonoma, anche se forte è l'influenza da parte di alcune famiglie nobili anconetane, tanto è vero che in alcuni periodi fu uno dei Castelli di Ancona. Nel 1860, dopo l'annessione delle Marche al Regno sabaudo, Camerata diviene comune, e con R.D. dell'8 febbraio 1863 viene autorizzato ad aggiungere il toponimo di "Picena", per distinguerla da altre "Camerata" esistenti in Italia. Aggregato a Chiaravalle nel 1928, Camerata Picena riconquista l'autonomia comunale nel 1947.

### Castello del Cassero
A 2 km dal capoluogo, in frazione Cassero, sorge il castello del Cassero, anch'esso uno dei castelli di Ancona. Fondato nel 1375 dall'ammiraglio anconetano Niccolò Torriglioni, che aveva ricevuto un feudo in questa località da papa Urbano VI quale ricompensa per aver riportato, con la sua galea, il papa da Avignone a Roma.

### Simboli
Lo stemma comunale è stato riconosciuto con decreto ministeriale del 7 aprile 1922.
Il gonfalone in uso è un drappo di azzurro.

## Monumenti e luoghi d'interesse
Il centro di Camerata si concentra in piazza Vittorio Veneto, racchiusa nelle mura castellane con la sua caratteristica forma circolare: vi si trovano il municipio, ospitato nello storico Palazzo Scalamonti, e la chiesa parrocchiale. Dove si ergeva il monumento ai caduti della prima guerra mondiale ora vi è l'attuale piazza, rinnovata nel 2013. Nell'ex sede dell'acquedotto comunale sono oggi ospitate le grotte castellane, raggiungibili con una scala, che portano direttamente fuori dalle mura.

### Architetture religiose

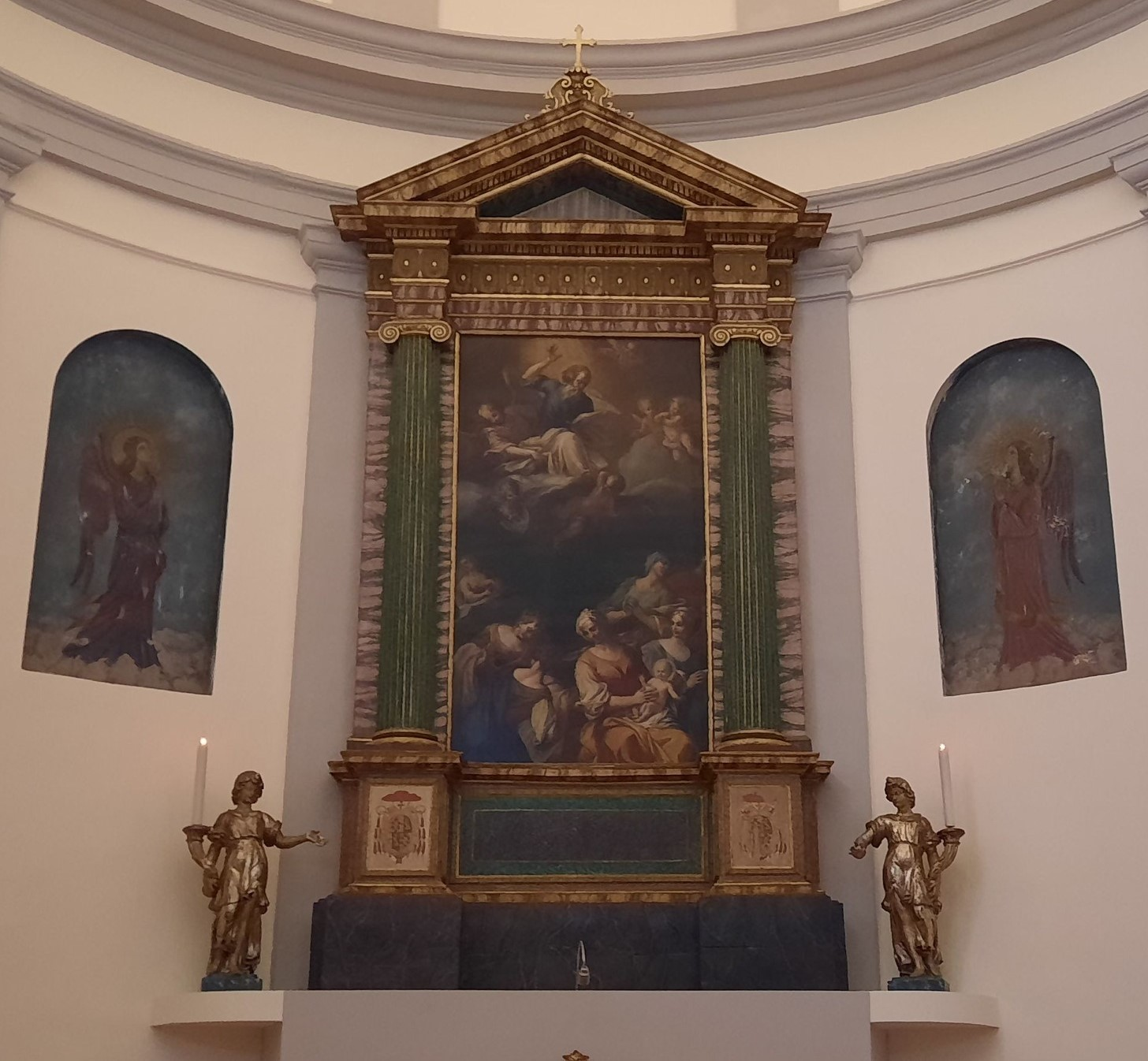
La pala dell'abside della chiesa della Natività della Beata Vergine Maria.

- Chiesa della Natività della Beata Vergine Maria[6]: in piazza Vittorio Veneto. Sorge sulle basi di due edifici religiosi precedenti. Il primo rimase distrutto nel 1309 a seguito della battaglia di Camerata insieme al castello, dunque ricostruito in contemporanea con quest'ultimo dal 1389. La chiesa attuale, dopo numerose restaurazioni, assunse la forma attuale nel 1854. All'interno si osservano la tela dell'abside (restaurata nel 2006) di autore ignoto raffigurante la Natività della Beata Vergine Maria e un Crocifisso ligneo; ispirato alla Trinità del Masaccio, con in alto la figura dell'Eterno Padre e dello Spirito Santo raffigurato sotto forma di colomba. Entrambi gli elementi risultano presenti già nella prima chiesa del castello, secondo un inventario dei beni della chiesa compilato dal pievano Carlo Orazi nel 1773[7]. L'organo è stato realizzato da Odoardo Cioccolani di Cingoli nel 1857 e restaurato nel 2007.
- Chiesa di San Pietro[8]: sconsacrata ed adibita ad auditorium per incontri e conferenze. Sorge a pochi passi dal centro storico, accanto alla vecchia sede della Pia Fondazione coniugi Quirina Tartaglini e Pietro Fabbri; la quale ospitava l'asilo infantile e un laboratorio femminile ricreatorio[9].
- Chiesa di San Rocco al Cassero: situata accanto al Castello del Cassero, nell'omonima frazione comunale. Ex sede parrocchiale, è stata soppressa ed unita alla parrocchia della Natività nel 1986[10].
- Chiesa di Santa Lucia alle Piane: sita in località Le Piane. Inaugurata nel 1988 con struttura in legno ed impianto visibilmente moderno, ha tuttavia dimensioni assai ridotte[11].

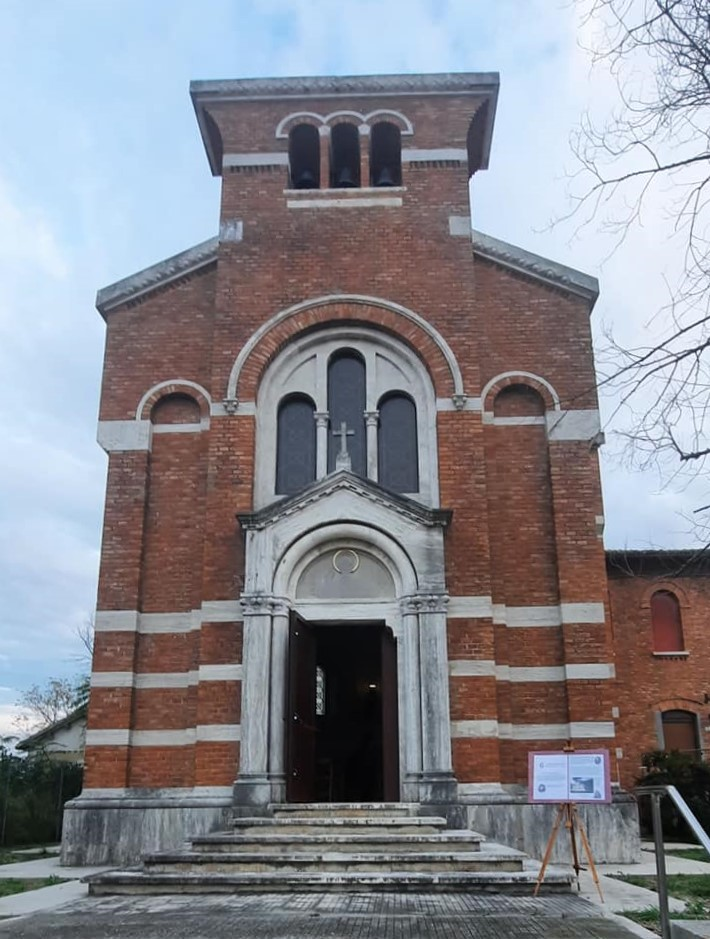
L'ex chiesa di San Pietro.

## Società

### Evoluzione demografica
Abitanti censiti

## Amministrazione
| Periodo         | Periodo        | Primo cittadino    | Partito                           | Carica  | Note   |
| --------------- | -------------- | ------------------ | --------------------------------- | ------- | ------ |
| 1º ottobre 1985 | 25 maggio 1990 | Mario Fratesi      | Partito Socialista Italiano       | Sindaco | [ 13 ] |
| 25 maggio 1990  | 24 aprile 1995 | Mario Fratesi      | Partito Socialista Italiano       | Sindaco | [ 13 ] |
| 24 aprile 1995  | 14 giugno 1999 | Maurizio Quercetti | Centro-sinistra                   | Sindaco | [ 13 ] |
| 14 giugno 1999  | 14 giugno 2004 | Massimo Tittarelli | Lista civica                      | Sindaco | [ 13 ] |
| 14 giugno 2004  | 8 giugno 2009  | Massimo Tittarelli | Lista civica                      | Sindaco | [ 13 ] |
| 8 giugno 2009   | 26 maggio 2014 | Paolo Tittarelli   | Lista civica                      | Sindaco | [ 13 ] |
| 26 maggio 2014  | 27 maggio 2019 | Paolo Tittarelli   | Lista civica Insieme per Camerata | Sindaco | [ 13 ] |
| 27 maggio 2019  | 10 giugno 2024 | Davide Fiorini     | Lista civica                      | Sindaco | [ 13 ] |
| 10 giugno 2024  | in carica      | Davide Fiorini     | Lista civica Insieme per Camerata | Sindaco | [ 13 ] |

### Frazioni
Camerata Picena ha due frazioni: il Cassero e Le Piane, più la lottizzazione Montanina.

## Sport

### Calcio
La squadra di calcio del paese è la Cameratese che gioca in Seconda Categoria.

### Tennis
La squadra del Tennis Club Camerata Picena è stata promossa in serie C nell'anno 2015/2016.

### Ciclismo
La squadra ciclistica A.s.d. MonkeyBike è nata nel 2016 da un gruppo di appassionati frequentatori dell'omonimo negozio con sede a Piane di Camerata Picena. 
Nella stagione 2018 si contano quasi 50 iscritti distribuiti nei settori corsa, Mtb e E-bike.